# Landing page
Landing page (strona docelowa, strona lądowania, strona produktowa, micropage, microsite) – pierwsza strona, na którą trafia odwiedzający pozyskany wskutek podejmowanych przez firmę działań akwizycyjnych. Strona docelowa może być stroną samodzielną, mikrostroną, a także elementem większej witryny. Istnieją dwa główne rodzaje stron lądowania (z ang. landing), zdefiniowane przez ich cele. Pierwsze, landing page generujące potencjalnych klientów, które używają formularza elektronicznego jako narzędzia do zbierania i gromadzenia określonych danych (imię i nazwisko, adres e-mail, numer telefonu). Drugie, strony produktowe używane do sprzedaży pojedynczych produktów, usług, subskrypcji w modelu SaaS (z ang. software as a service).

## Działanie
Najczęściej użytkownicy trafiają na nią po kliknięciu w banner, mailing, link sponsorowany lub inny link reklamowy. Landing page jest logicznym rozszerzeniem treści znajdującej się w reklamie. Głównym celem landing page jest konwersja (tak jak każdej kampanii marketingowej). Landing page nie jest stroną firmową, dlatego należy pamiętać, że wszystkie elementy, które są tam umieszczone, mają realizować jeden cel, jakim jest konwersja.
Proces konwersji, w zależności od przyjętej strategii marketingowej, oznacza wykonanie przez użytkownika określonego działania jak na przykład:
- rozpoczęcie procesu zakupu
- pozostawienie danych kontaktowych (przeważnie e-mail lub nr telefonu)
- rejestracja w serwisie
- powiadomienie innych użytkowników o akcji/ofercie zamieszczonej na stronie
- przekonanie się do marki – spędzenie odpowiedniej ilości czasu na stronie, obejrzenie filmów, przeczytanie broszurek

Wskaźnik procentowy konwersji osób odwiedzających jest zarazem wskaźnikiem skuteczności strony docelowej. W zależności od branży jakiej dotyczy kampania, waha się on w przedziale 2-3 procent. Oznacza to, że np. na 1000 osób, które odwiedziły stronę docelową, 20-30 wykonało jedno z wymienionych wyżej działań.
Wybrane poziomy konwersji według Fireclick Index:
| Typy artykułów | Poziom konwersji (%) |
| -------------- | -------------------- |
| Katalogi       | 5,0                  |
| Moda/ubrania   | 2,6                  |
| Podróże        | 2,1                  |
| Meble i AGD    | 2,0                  |
| Sport          | 1,4                  |
| Elektronika    | 1,1                  |